# كسوف الشمس 8 أبريل 2005
حدث كسوف كلي للشمس عند عقدة القمر الصاعدة في 8 أبريل 2005. يحدث كسوف الشمس عندما يمر القمر بين الأرض والشمس، وبالتالي يحجب صورة الشمس كليًا أو جزئيًا عن مشاهد على الأرض. يحدث الكسوف الكلي للشمس عندما يكون القطر الظاهري للقمر أكبر من قطر الشمس، مما يحجب كل ضوء الشمس المباشر، ويحول النهار إلى ظلام. تحدث الكلية في مسار ضيق عبر سطح الأرض، مع كسوف جزئي للشمس مرئي فوق المنطقة المحيطة بعرض آلاف الكيلومترات. هذا الكسوف هو حدث هجين، كسوف كلي ضيق، وبداية ونهاية كسوف حلقي.
كان مرئيًا ضمن ممر ضيق في المحيط الهادئ. بدأ مسار الخسوف جنوب نيوزيلندا وعبر المحيط الهادئ في مسار مائل وانتهى في أقصى الجزء الشمالي الغربي من أمريكا الجنوبية. لم يكن الكسوف الكلي للشمس مرئيًا على أي أرض، بينما كان الكسوف الحلقي للشمس مرئيًا في الطرف الجنوبي من مقاطعة بونتاريناس في كوستاريكا وبنما وكولومبيا وفنزويلا. 

## الصور

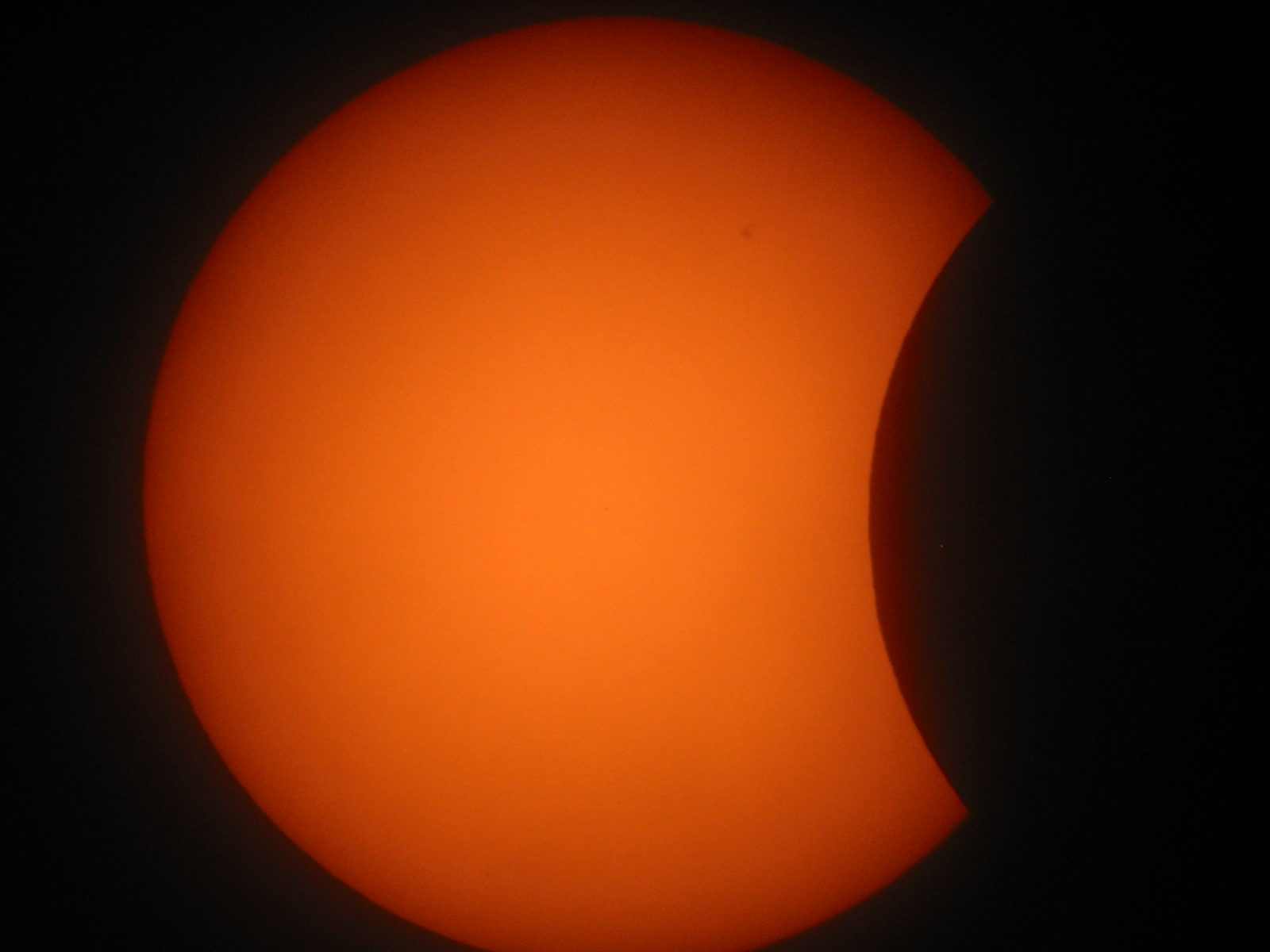
كرايستشيرش (نيوزيلندا) عند شروق الشمس

</img></br> مسار متحرك

## الخسوفات ذات الصلة

### كسوف 2005
- كسوف شمسي هجين في 8 أبريل.
- خسوف شبه قمري للقمر في 24 أبريل.
- كسوف حلقي للشمس في 3 أكتوبر.
- خسوف جزئي للقمر في 17 أكتوبر.

### تسولكينكس
- سابق: كسوف الشمس في 26 فبراير 1998

- يتبع: كسوف الشمس في 20 مايو 2012

### نصف ساروس
- سابقة: خسوف القمر 4 أبريل 1996

- يتبع: خسوف القمر 15 أبريل 2014

### تريتوس
- سابق: كسوف الشمس في 10 مايو 1994

- يتبع: كسوف الشمس في 9 مارس 2016

### Solar Saros 129
- سابق: كسوف الشمس في 29 مارس 1987

- يتبع: كسوف الشمس في 20 أبريل 2023

### اينكس
- سابق: كسوف الشمس في 29 أبريل 1976

- يتبع: كسوف الشمس في 20 مارس 2034

### كسوف الشمس 2004-2007
هذا الكسوف هو جزء من سلسلة فصلية. يتكرر الكسوف في السلسلة الفصلية من الكسوف الشمسي كل 177 يومًا تقريبًا و4 ساعات (فصلية) في العقد المتناوبة من مدار القمر.قالب:Solar eclipse set 2004–2007
| كسوف الشمس series sets from 2004–2007 | كسوف الشمس series sets from 2004–2007      | كسوف الشمس series sets from 2004–2007 | كسوف الشمس series sets from 2004–2007 | كسوف الشمس series sets from 2004–2007     | كسوف الشمس series sets from 2004–2007 | كسوف الشمس series sets from 2004–2007 |
| ------------------------------------- | ------------------------------------------ | ------------------------------------- | ------------------------------------- | ----------------------------------------- | ------------------------------------- | ------------------------------------- |
| Ascending node                        | Ascending node                             | Ascending node                        |                                       | Descending node                           | Descending node                       | Descending node                       |
| Saros                                 | Map                                        | Gamma                                 | Saros                                 | Map                                       | Gamma                                 |                                       |
| 119                                   | 2004 April 19 [الإنجليزية] Partial (south) | -1.13345                              | 124                                   | كسوف الشمس 14 أكتوبر 2004 Partial (north) | 1.03481                               |                                       |
| 129 Partial from Naiguatá             | كسوف الشمس 8 أبريل 2005 Hybrid             | -0.34733                              | 134 Annular from مدريد                | كسوف الشمس 3 أكتوبر 2005 Annular          | 0.33058                               |                                       |
| 139 Total from Side, Turkey           | كسوف الشمس 29 مارس 2006 Total              | 0.38433                               | 144 Partial from ساو باولو            | كسوف الشمس 22 سبتمبر 2006 Annular         | -0.40624                              |                                       |
| 149 From جايبور                       | كسوف الشمس 19 مارس 2007 Partial (north)    | 1.07277                               | 154 From قرطبة                        | كسوف الشمس 11 سبتمبر 2007 Partial (south) | -1.12552                              |                                       |

### ساروس 129
وهي جزء من دورة Saros 129 تتكرر كل 18 سنة و11 يوماً وتحتوي على 80 حدثاً. بدأت السلسلة بكسوف جزئي للشمس في 3 أكتوبر 1103، وتحتوي على كسوف حلقي في 6 مايو 1464 حتى 18 مارس 1969، وخسوف هجين من 29 مارس 1987 حتى 20 أبريل 2023 وخسوفًا كليًا من 30 أبريل 2041 حتى يوليو. 26، 2185. تنتهي السلسلة عند العضو 80 ككسوف جزئي في 21 فبراير 2528. كانت أطول مدة للمجموع 3 دقائق و43 ثانية في 25 يونيو 2131. تحدث جميع الكسوفات في هذه السلسلة عند عقدة القمر الصاعدة.قالب:Solar Saros series 129
| Series members 46–56 occur between 1901 and 2100: | Series members 46–56 occur between 1901 and 2100: | Series members 46–56 occur between 1901 and 2100: |
| 46                                                | 47                                                | 48                                                |
| ------------------------------------------------- | ------------------------------------------------- | ------------------------------------------------- |
| February 14, 1915 [الإنجليزية]                    | February 24, 1933 [الإنجليزية]                    | March 7, 1951 [الإنجليزية]                        |
| 49                                                | 50                                                | 51                                                |
| March 18, 1969 [الإنجليزية]                       | March 29, 1987 [الإنجليزية]                       | كسوف الشمس 8 أبريل 2005                           |
| 52                                                | 53                                                | 54                                                |
| April 20, 2023 [الإنجليزية]                       | April 30, 2041 [الإنجليزية]                       | May 11, 2059 [الإنجليزية]                         |
| 55                                                | 56                                                |                                                   |
| May 22, 2077 [الإنجليزية]                         | June 2, 2095 [الإنجليزية]                         |                                                   |

### سلسلة Metonic
تكرر السلسلة metonic الخسوف كل 19 عامًا (6939.69 يومًا)، وتستمر حوالي 5 دورات. تحدث الكسوف في نفس تاريخ التقويم تقريبًا. بالإضافة إلى ذلك، تكرر سلسلة اوكتون الفرعية 1/5 من ذلك أو كل 3.8 سنوات (1387.94 يومًا). تحدث جميع الكسوفات في هذا الجدول عند العقدة الصاعدة للقمر.قالب:Solar Metonic series 2001 June 21
| 21 eclipse events between June 21, 1982, and June 21, 2058 | 21 eclipse events between June 21, 1982, and June 21, 2058 | 21 eclipse events between June 21, 1982, and June 21, 2058 | 21 eclipse events between June 21, 1982, and June 21, 2058 | 21 eclipse events between June 21, 1982, and June 21, 2058 |
| June 21                                                    | April 8–9                                                  | January 26                                                 | November 13–14                                             | September 1–2                                              |
| 107                                                        | 109                                                        | 111                                                        | 113                                                        | 115                                                        |
| ---------------------------------------------------------- | ---------------------------------------------------------- | ---------------------------------------------------------- | ---------------------------------------------------------- | ---------------------------------------------------------- |
| June 21, 1963                                              | April 9, 1967                                              | January 26, 1971                                           | November 14, 1974                                          | September 2, 1978                                          |
| 117                                                        | 119                                                        | 121                                                        | 123                                                        | 125                                                        |
| June 21, 1982 [الإنجليزية]                                 | April 9, 1986 [الإنجليزية]                                 | January 26, 1990 [الإنجليزية]                              | November 13, 1993 [الإنجليزية]                             | September 2, 1997 [الإنجليزية]                             |
| 127                                                        | 129                                                        | 131                                                        | 133                                                        | 135                                                        |
| كسوف الشمس 21 يونيو 2001                                   | كسوف الشمس 8 أبريل 2005                                    | كسوف الشمس 26 يناير 2009                                   | كسوف الشمس 13 نوفمبر 2012                                  | كسوف الشمس 1 سبتمبر 2016                                   |
| 137                                                        | 139                                                        | 141                                                        | 143                                                        | 145                                                        |
| كسوف الشمس في 21 يونيو 2020                                | كسوف الشمس 8 أبريل 2024                                    | January 26, 2028 [الإنجليزية]                              | November 14, 2031 [الإنجليزية]                             | September 2, 2035 [الإنجليزية]                             |
| 147                                                        | 149                                                        | 151                                                        | 153                                                        | 155                                                        |
| June 21, 2039 [الإنجليزية]                                 | April 9, 2043 [الإنجليزية]                                 | January 26, 2047 [الإنجليزية]                              | November 14, 2050 [الإنجليزية]                             | September 2, 2054 [الإنجليزية]                             |
| 157                                                        |                                                            |                                                            |                                                            |                                                            |
| June 21, 2058 [الإنجليزية]                                 |                                                            |                                                            |                                                            |                                                            |

## وصلات خارجية
- كسوف الشمس الهجين 2005 أبريل 08 (NASA.gov)

قالب:Solar eclipse NASA reference
- Google Map

الصور:
- أ. موقع تصوير الكسوف في Druckmüller. جنوب المحيط الهادئ (MV Discovery)
- أ. موقع تصوير الكسوف في Druckmüller. المحيط الهادئ (MV Galapagos Legend)
- Spaceweather.com معرض الكسوف
- الغيوم، الطائرة، الشمس، الكسوف، نورث كارولينا، الولايات المتحدة الأمريكية APOD 4/11/2005
- كسوف شمسي هجين، صورة مجمعة لإجمالي 2200 كيلومتر غرب غالاباغوس والحلقية في Penonome Airfield APOD 5/6/2005
- كسوف هجين نادر للشمس، APOD 11/3/2013